# Avremesnil
Avremesnil ist eine französische Gemeinde mit 1000 Einwohnern (Stand 1. Januar 2022) im Département Seine-Maritime in der Region Normandie. Sie gehört zum Arrondissement Dieppe und zum Kanton Luneray.

## Bevölkerungsentwicklung
| Jahr      | 1962 | 1968 | 1975 | 1982 | 1990 | 1999 | 2008 | 2019 |
| Einwohner | 700  | 798  | 839  | 832  | 878  | 873  | 928  | 1011 |

## Persönlichkeiten
- Die Familie Pardieu, Herren von Avremesnil
- Antoine Année (1770–1846), Dramaturg und Journalist, geboren in Avremesnil